# Macapá
Macapá est la capitale de l'État de l'Amapá, au Brésil, sur la rive gauche de l'estuaire de l'Amazone, sur la ligne de l'équateur. Son nom vient de Macapaba, un mot tupi-guarani désignant le macaba, ou bacaba, fruit pulpeux et charnu du palmier Acrocomia scelerocarpa Mart. duquel s'extrait une boisson. Macapá compte une population de 507 444 habitants et une agglomération de 621 298 habitants avec Santana, ville avec laquelle elle est réunie au sein de la Région métropolitaine de Macapá qui regroupe le Grand Macapá depuis une loi complementaire de l'Amapá no 21, du 26 février 2003.
Cinquième ville la plus riche de la région Nord, la ville se fait forte de près de 2,85 % du produit intérieur brut de la région tout en étant la troisième agglomération de la région. Avec une superficie de 6 407 km2 représentant 4,4863 % de la superficie totale de l'État, 0,1663 % de la région Nord et 0,0754 % du territoire national brésilien et dans ce total près de 32,7 km2 dans le périmètre urbain. La ville représente 55 % de la population totale de l'État d'Amapá et 3,50 % de la population de la région Nord. Macapá est aussi la deuxième plus grande ville du plateau des Guyanes après la ville vénézuélienne de Ciudad Guayana, mais elle dépasse la population de la Guyane et du Surinam.
Selon les chiffres de l'Institut brésilien de géographie et statistique publiés en 2010, 97,92 % de la population vit dans les zones urbaines et 2,08 % dans les zones rurales ; la densité est de 60,62 hab./km2. Macapá démontre une forte croissance économique et démographique mais aussi automobile au-delà de la moyenne nationale, sa flotte augmente de 14,93 % par an et dépassait les 201 000 automobiles au premier semestre 2017[réf. nécessaire] sans compter l'agglomération[pas clair]. Cette augmentation se fait sentir de plus en plus par les Macapaenses en occasionnant des embouteillages de plus en plus récurrents et pendant de longues minutes[réf. nécessaire].

## Histoire
La cité est fondée en 1738 dans le but de protéger l'Amazonie à l'époque encore portugaise des invasions françaises (un fort est élevé en 1696 par le marquis de Férolles, gouverneur de la Guyane), anglaises et hollandaises. Il s'ensuivit la construction d'une place par le capitaine général du Grao-para Francisco Xavier da Mendonça Furtado. Le nom donné à la ville fut celui de Forteresse de Saint-José de Macapa. La ville garde encore des traces de son ancien passé de ville coloniale typiquement portugaise. Elle a l'honneur d'accueillir la plus grosse construction portugaise coloniale au Brésil, le fort de Sao José récemment restauré, l'église de style néoclassique de Saint José saint patron de la ville, l'ancienne intendance de la ville de même style aujourd'hui devenu le musée historique Joaquim Caetano Da Silva dont les vases et piliers ont été confectionnés directement au Portugal dans les falanzas.
Macapá a peu grandi jusqu'à ce qu'elle devienne capitale de l'Amapá, qui fut créé en tant que territoire fédéral en 1944. La vieille forteresse est aujourd'hui un musée régional. La constante augmentation de la population entraina des besoins énormes en infrastructures pour la ville : hôpitaux, service public, banque. Elle est aujourd'hui la 4e ville de la région nord par sa taille et population. Elle a vocation de continuer de grandir grâce aux nombreuses entreprises qui s'y installent : Coca-Cola, Fanta, MMX filiale du Groupe EBX qui appartient au milliardaire Eike Batista, International Paper via sa filiale brésilienne Chamex qui produit de la cellulose pour la fabrication de papier. Son aéroport permet de rejoindre à partir de Belém, Cayenne, Fortaleza, Manaus, Recife, Sao Luis, et les plus grandes villes du pays.

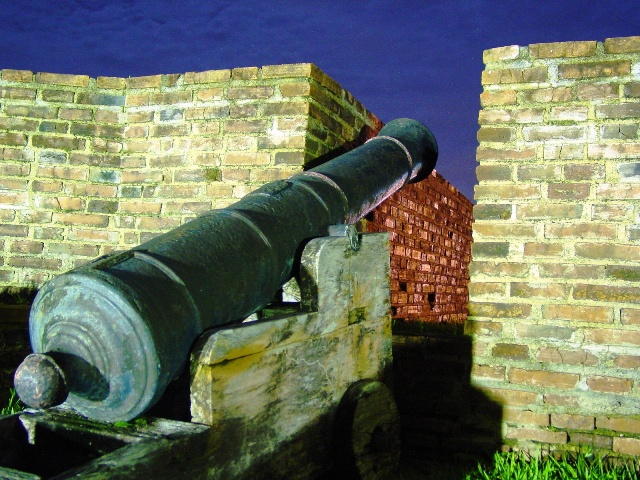
Forteresse Saint-José.
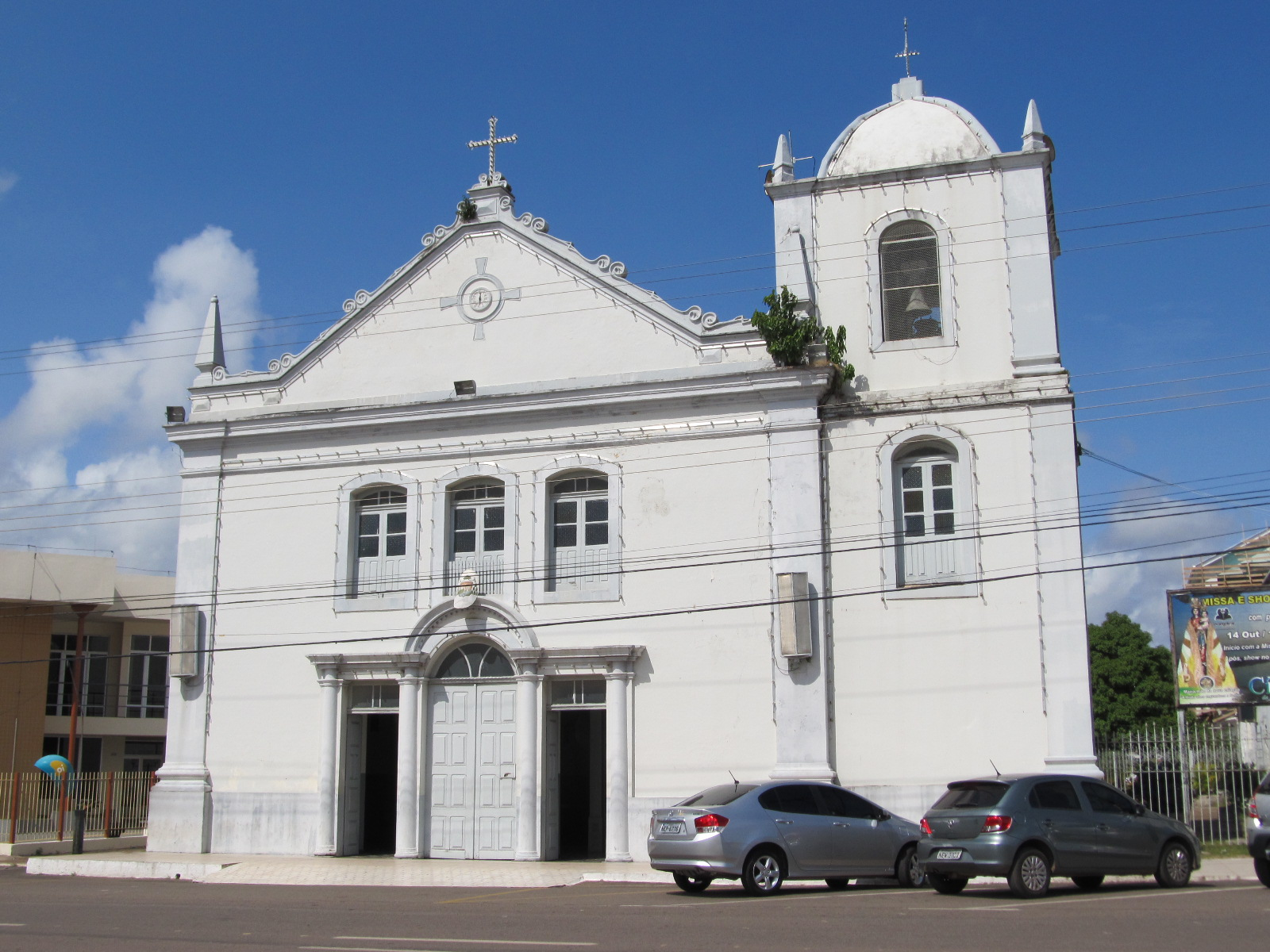
Igreja de São José de Macapá.
- Macapá, 1969.Archives Nationales du Brésil

## Géographie

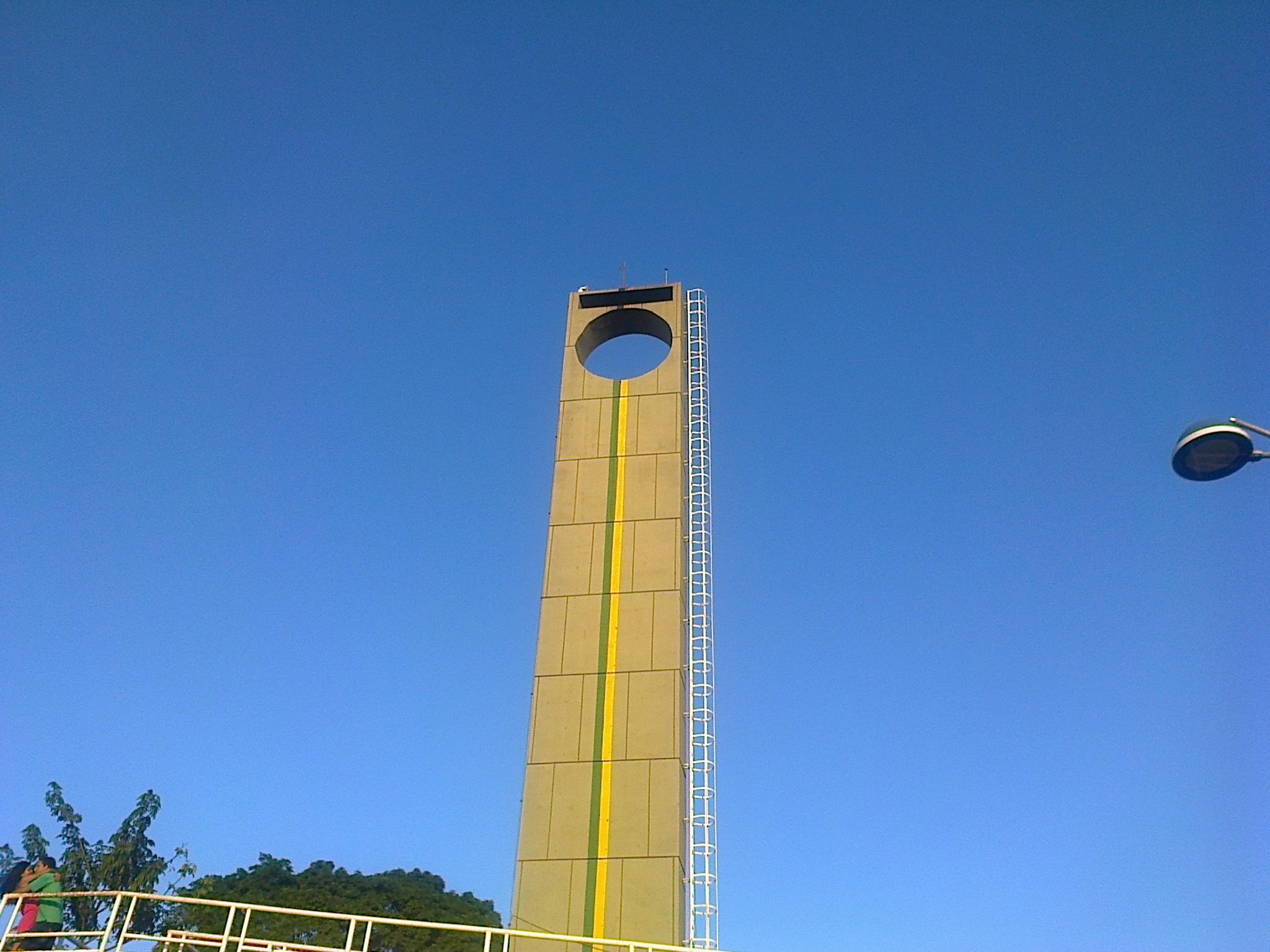
Marco Zero, sur l'équateur.

Le centre de Macapá se trouve à environ 6 km au nord de l'équateur. La ligne imaginaire est marquée par l'Avenida Equatorial et par le monument Marco Zero, troué d'une ouverture qui projette un disque en forme du soleil le long de l'avenue à chaque équinoxe. Le stade Milton de Souza Corrêa, ou « Zerão », se situe également sur l'équateur qui constitue sa ligne médiane.
Macapá est bordée par les municipalités d'Amapá, Cutias et Ferreira Gomes au nord, par Itaubal au sud-est, par Santana au sud-ouest et par Porto Grande au nord-ouest. Elle est en outre baignée par l'estuaire de l'Amazone au sud-est et par l'océan Atlantique à l'est.
À vol d'oiseau, Macapá se trouve à :
- 332 km au nord-ouest de Belém ;
- 490 km au nord-est de Santarém ;
- 598 km au sud-sud-est de Cayenne ;
- 794 km au sud-est de Paramaribo ;
- 1 057 km à l'est-nord-est de Manaus ;
- 1 592 km au nord de Brasilia ;
- 2 670 km au nord-nord-ouest de São Paulo ;
- 2 694 km au nord-nord-ouest de Rio de Janeiro ;
- 3 348 km au nord de Porto Alegre.

## Population
La population locale a pour langue officielle le portugais, mais certaines langues indigènes et le français sont souvent utilisés. Une langue issue du créole français y est aussi parlée, le Karipúna (appelé localement lanc-patuá).
Macapá, est une ville en constante expansion, avec une superficie de 6 407,123 km2. Son expansion se poursuit le long de la rive gauche du fleuve Amazone. Il est estimé que la ville a une population de 507 444 habitants, selon l'IBGE en 2018. Il s'agit d'une population très mélangée et presque tous les États brésiliens sont représentés à Macapa, avec un plus grand nombre de personnes venant des États du Pará, Maranhão, Amazonas et de Roraima. Selon l'Institut brésilien de géographie et de statistique, Macapá avait 212 539 électeurs en 2010. Macapá connaît depuis l'an 2000 une croissance considérable de la population. L'Indice de développement municipal humain (IDH-M) de Macapá est considéré comme moyen par le Programme des Nations unies pour le développement (PNUD), avec sa valeur de 0,772. Considérant que la valeur de l'indice de l'éducation est de 0,904, tandis que celui du Brésil est de 0,849, le taux de longévité est de 0,715 (0,638 pour le Brésil) et le revenu est de 0,697 (0,723 pour le Brésil). Macapá a la plupart des indicateurs supérieurs à la moyenne selon le PNUD. Le revenu par habitant est de 11 962,88 réaux, le taux d'alphabétisation est de 97,78 % et l'espérance de vie est de 72,45 années. Le coefficient de Gini, qui mesure l'inégalité, est de 0,42 (1,00 est l'inégalité maximale et 0,00 est l'égalité parfaite). L'incidence de la pauvreté, mesurée par l'IBGE est de 36,1 % et l'incidence de la pauvreté subjective est 36,64 %. La population de Macapá est composée de 41,9 % de blancs, 48,9 % de métis, 6,4 % de noirs et 2,8 % de personnes d'autres ethnies.

## Division de la ville
Macapá compte cinq districts :
- Macapá (siège municipal) ;
- Bailique ;
- Carapanatuba ;
- Fazendinha ;
- São Joaquim do Pacuí.

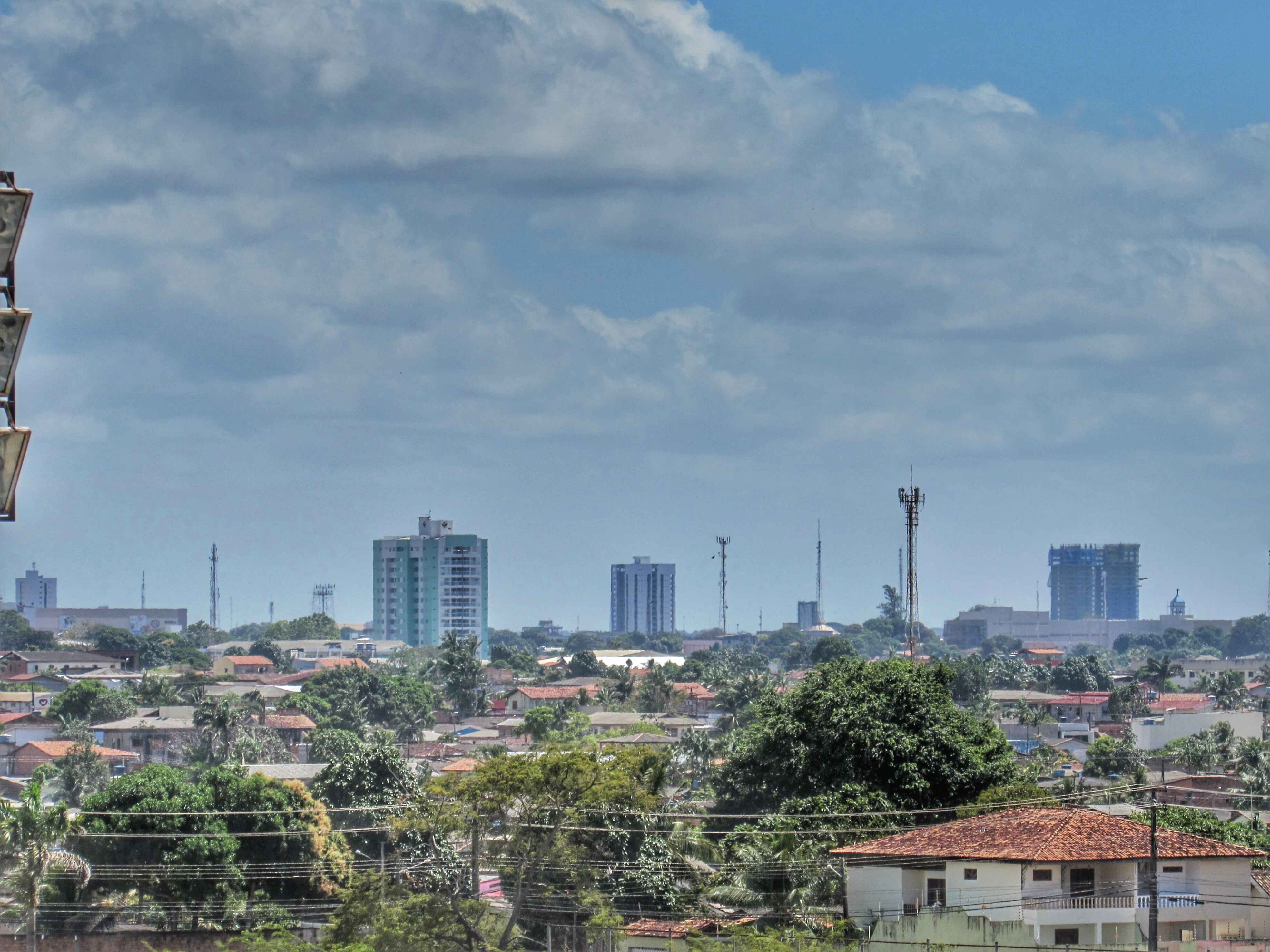
Centre-ville.

La ville est aussi divisée en 60 bairros, ce qui correspond à des quartiers. La plus grande concentration se trouve dans la zone Nord de la ville, qui compte à elle seule plus de 116 000 habitants avec les quartiers de Boné Azul, São Lázaro, Renascer 1 et 2, ou encore Cidade Nova 1 et 2. La zone sud concentre des Bairros plus traditionnels comme Buritizal et Laguinho e Jesus de Nazaré.
Voici une liste des 60 bairros[réf. nécessaire] :
- Açaí
- Alvorada
- Araxá
- Beirol
- Boné Azul
- Brasil Novo
- Buritizal
- Cabralzinho
- Central
- Centro
- Chefe Clodoaldo
- Cidade Nova
- Congós
- Coração
- Cuba de Asfalto
- Esperança do Renascer
- Goiabal
- Ilha Mirim
- Infraero I
- Infraero II
- Ipê
- Jardim Canaã
- Jardim Equatorial
- Jardim Felicidade
- Jardim Ipê
- Jardim Marco Zero
- Jesus de Nazaré
- Lago da Vaca
- Lagoa dos Índios
- Laguinho
- Liberdade
- Marabaixo I
- Marabaixo II
- Marabaixo III
- Marco Zero
- Morada das Palmeiras
- Muca
- Murici
- Nova Esperança
- Novo Buritizal
- Novo Horizonte
- Pacoval
- Pantanal
- Parque dos Buritis
- Parque Irmãos Platon
- Pedrinhas
- Perpétuo Socorro
- Redentor
- Renascer I
- Renascer II
- Santa Inês
- Santa Rita
- São José
- São Lázaro
- Sol Nascente
- Trem
- Universidade
- Usina
- Vitória do Renascer
- Zerão

## Sport
Macapá possède plusieurs clubs de football qui jouent au stade municipal Glicério Marques (pt) ou au stade d'État Milton de Souza Corrêa.

## Climat
| Mois                              | jan.  | fév. | mars  | avril | mai   | juin  | jui.  | août | sep. | oct. | nov. | déc.  | année   |
| --------------------------------- | ----- | ---- | ----- | ----- | ----- | ----- | ----- | ---- | ---- | ---- | ---- | ----- | ------- |
| Température minimale moyenne (°C) | 23    | 23,1 | 23,2  | 23,5  | 23,5  | 23,2  | 22,9  | 23,3 | 23,4 | 23,5 | 23,5 | 23,4  | 23,3    |
| Température moyenne (°C)          | 26    | 25,7 | 25,7  | 25,9  | 26,1  | 26,2  | 26,1  | 26,8 | 27,5 | 27,9 | 27,7 | 27    | 26,6    |
| Température maximale moyenne (°C) | 29,7  | 29,2 | 29,3  | 29,5  | 30    | 30,3  | 30,6  | 31,5 | 32,1 | 32,6 | 32,3 | 31,4  | 31,7    |
| Précipitations (mm)               | 299,6 | 347  | 407,2 | 384,3 | 351,5 | 220,1 | 184,8 | 98   | 42,6 | 35,5 | 58,4 | 142,5 | 2 571,5 |

## Activités économiques
L'extraction minière est la première activité de la ville. Elle exporte des minerais de fer, d'or et de manganèse, ainsi que du bois et des produits agroalimentaires (cœurs de palmier et Açai principalement).

## Personnalités liées à la commune
- Igor Paixão (2000-), footballeur né à Macapá.